# Вратарница
Вратарница (на сръбски: Вратарница) е село в Зайчарски окръг, Източна Сърбия. Населението му е около 570 души (2011).
Разположено е на 306 метра надморска височина в долината на река Тимок, на 14 километра южно от центъра на Зайчар и на 4 километра западно от границата с България. В края на XVIII – началото на XIX век е частично заселено от участници в Тетевенското преселване и за дълго диалектът в една от махалите остава силно повлиян от централния балкански говор. Днес 97% от жителите на селото се определят като сърби.